# 巴伐利亚艾森施泰因
巴伐利亚艾森施泰因是德国巴伐利亚州的一个市镇。总面积47.33平方公里，总人口1074人，其中男性543人，女性531人（2011年12月31日），人口密度23人/平方公里。